# Arthur Lee
Arthur Lee (7 de marzo de 1945 - 3 de agosto de 2006) fue un músico estadounidense, líder de la banda de pop psicodélico Love y autor, entre otros trabajos, del álbum Forever Changes en 1967. Nació en Memphis, Tennessee como Arthur Lee Porter o Arthur Taylor Porter.  Su familia se trasladó a Los Ángeles, California, cuando él era joven. Lee afirmaba que había recibido influencias e inspiración de todos los tipos de música.

## Primeros años
Nació en Memphis, Tennessee, hijo de Chester Taylor, un trompetista de jazz, y Agnes Taylor, maestra de escuela. Él y su madre se mudaron a Los Ángeles, cuando él tenía cinco años. En 1953, su madre se casó con Clinton Lee, que adoptó a Arthur y legalmente cambió su nombre por el de Arthur Taylor Lee.
Arthur pasó su infancia y adolescencia en el histórico distrito de West Adams. Estudió en Dorsey High School, dónde destacó en baloncesto, y mantuvo el récord de más puntos anotados en un solo juego. Durante sus años en la escuela secundaria, se juntó con su amigo de la familia Johnny Echols (también originario de Tennessee) y formaron varios grupos musicales.

## Discografía

### Con Love
- Love (Elektra, 1966)
- Da Capo (Elektra, 1967)
- Forever Changes (Elektra, 1967)
- Four Sail (Elektra, 1969)
- Out Here (Elektra, 1969)
- False Start (1970)
- Reel to Real (1974)
- Love Live (1982)
- Studio/Live (1982)
- Arthur Lee & Love (1992)
- Love Story (Rhino Records, 1995) Doble CD que recopila las grabaciones de Love para Elektra.

### Álbumes en solitario
- Vindicator (1972)
- Black Beauty (1973)
- Arthur Lee (1981)